# Gemma Tribó i Traveria
Gemma Tribó i Traveria   (Manlleu, 1951 - província de Barcelona, 26 d'octubre de 2023) va ser una historiadora, professora universitària, escriptora catalana, establerta a Molins de Rei. Doctorada en Història Moderna i Contemporània i especialitzada en didàctica de la història, fou catedràtica i degana en la Facultat d'Educació de la Universitat de Barcelona.

## Biografia
Nascuda a Manlleu, la seva família va traslladar-se a Molins de Rei quan era ben jove. Els pares, Dolors i Miquel, van ser mestres de l'antiga escola Alfons XIII. L'ensenyança era ben present en la vida familiar, doncs a més dels pares, la seva germana, una filla i el marit també van ser docents.
En la seva etapa universitària va iniciar-se en els moviments estudiantils antifranquistes i va militar al PSUC. Va formar part durant més de tres dècades del cos docent de la Universitat de Barcelona, sent catedràtica i degana de la Facultat d'Educació entre 2000 i 2008. Vinculada als moviments polítics d'esquerres, Tribó va formar part de les llistes d'En Comú Podem en les eleccions molinenques de 2019 i 2023. Va ser la primera presidenta de la revista Espai de recerca.

## Guardons
L'any 1999 va rebre el I Premi Llorenç Presas de Recerca, dintre dels Premis de Reconeixement Cultural del Baix Llobregat concedits pel Centre d’Estudis Comarcals del Baix Llobregat, per la seva tasca de divulgació de la història agrària de la comarca.
L'Ajuntament del Prat de Llobregat va concedir-li el premi Josep Oliva a la cultura i tradició pageses a títol pòstum.

## Obra seleccionada
- Enseñar a pensar históricamente: los archivos y las fuentes documentales en la enseñanza de la historia (en castellà).  Horsori Editorial, 2005. ISBN 978-84-96108-22-6.
- Guerra civil a Catalunya: veus dels sense nom.  Eumo, 2007. ISBN 978-84-9766-226-0.
- «El nuevo perfil profesional de los profesores de secundaria». Educación XX1: Revista de la Facultad de Educación, 11, 2008, pàg. 183–209. ISSN: 2174-5374.
- Formació i professionalització del professorat de Secundària a Catalunya.  Barcelona: Fundació Jaume Bofill, 2008. ISBN 978-84-8334-900-7.
- El Campus Mundet: un entorn per descobrir : patrimoni, medi natural i sostenibilitat.  Edicions Universitat Barcelona, 2008. ISBN 978-84-475-3254-4.
- Avui per tu, demà per mi: el pacte a la recíproca de dues famílies durant la Guerra Civil (1936-1939).  Editorial La Mar de Fácil, 2017. ISBN 978-84-947042-3-9.
- La superació de la crisi agrària de finals del segle xix al Baix Llobregat (1860-1930): exportació a Europa, consolidació de la pagesia veïna i naixement de nous paisatges agraris.  Edicions del Llobregat, 2021. ISBN 978-84-121310-6-2.